# Нерлинка
Нерлинка — деревня в Камешковском районе Владимирской области России, входит в состав Сергеихинского муниципального образования.

## География
Деревня расположена на берегу реки Нерль в 13 км на юго-запад от центра поселения деревни Сергеиха и в 22 км на запад от райцентра города Камешково.

## История
В конце XV века принадлежала знаменитому военачальнику князю Даниилу Васильевичу Щене.
В конце XIX — начале XX века деревня называлась Жаденка и входила в состав Быковской волости Суздальского уезда. В 1859 году в деревне числилось 14 дворов, в 1905 году — 25 дворов, в 1926 году — 30 дворов.
С 1929 года деревня входила в состав Кругловского сельсовета Владимирского района, с 1940 года — в составе Камешковского района, с 1977 года — в составе Коверинского сельсовета, с 2005 года — в составе Сергеихинского муниципального образования.
В 1966 году деревня Жаденка была переименована в деревню Нерлинка.

## Население
| 1859 | 1905 | 1926 |
| ---- | ---- | ---- |
| 140  | 145  | 142  |

| 1859 | 1905 | 1926 | 2002 | 2010 | 2021 |
| ---- | ---- | ---- | ---- | ---- | ---- |
| 140  | ↗145 | ↘142 | ↘10  | ↘7   | ↗22  |